# Ernst Rolf
Ernst Rolf f. Ernst Ragnar Johansson (20. januar 1891 i Falun – 25. december 1932 i Stockholm) var en svensk revysanger, skuespiller og teaterdirektør.

## Filmografi
- 1919 – Åh, i morron kväll…
- 1925 – Styrman Karlssons flammor
- 1932 – Hans livs match